# Murray G. Hall
Murray Gordon Hall (n. 25 mai 1947, Winnipeg, Canada – d. 4 septembrie 2023, Viena, Austria) a fost un germanist și profesor asociat de literatură germană modernă la Universitatea din Viena.

## Biografie
Hall a studiat începând din 1972 limba și literatura germană la Universitatea din Viena. În 1975 a obținut doctoratul în germanistică cu teza Tier und Tiermotivik im Prosawerk  Robert Musils. În vara anului 1974 a fost unul dintre organizatorii unei mari expoziții dedicate lui Robert Musil la Biblioteca Națională a Austriei. A devenit membru al consiliului de conducere al Societății Internaționale Robert Musil (Internationalen Robert-Musil-Gesellschaft). El a studiat intensiv istoria activității editoriale din Austria. Tratatul său în două volume dedicat acestui subiect (1985) este considerat o lucrare de referință. În 1987 a obținut titlul de doctor habilitat și a ținut de atunci numeroase prelegeri și seminarii la Institutul de Germanistică al Universității din Viena.
Din mai 1977 (din iulie 1995 ca angajat) Murray G. Hall a lucrat ca redactor la ORF, postul public de radio al Austriei. A părăsit ORF la sfârșitul lunii mai 2009. La 11 decembrie 2002 i s-a acordat Medalia de aur pentru servicii aduse landului Viena (Goldenes Ehrenzeichen um die Verdienste des Landes Wien). El a fost editor al catalogului expoziției „Geraubte Bücher”, care a avut loc în perioada 10 decembrie 2004 - 27 februarie 2005 la Biblioteca Națională a Austriei. Începând din 2006 Hall a fost președinte al consiliului de conducere al Societății de Bibliologie din Austria (Gesellschaft für Buchforschung in Österreich) și coredactor al colecției „Buchforschung. Beiträge zum Buchwesen in Österreich”.
În semestrele de vară ale anilor 2009 și 2010 Hall a predat ca profesor invitat la Universitatea Ludwig-Maximilian din München. În semestrul de vară al anului 2011 a predat la Universitatea Alpino-Adriatică din Klagenfurt, iar în semestrul de vară al anului 2012 la Universitatea din Salzburg și la Universitatea din Klagenfurt.
Hall este vicepreședinte al „Österreichischen Gesellschaft für Kinder- und Jugendliteraturforschung” („Societatea austriacă pentru cercetarea literaturii pentru copii și tineret”, ÖG-KJLF).

## Premii
- 1984: Premiul Cardinal Innitzer pentru științe umaniste
- 2002: Medalia de aur pentru servicii aduse landului austriac Viena
- 2007: Premiul asociației Buchkultur e.V. pentru realizări deosebite în bibliologie, împreună cu echipa de autori (Christina Köstner, Margot Werner) a catalogului „Geraubte Bücher” (2004).
- 2018: Premiul landului Viena pentru publicistică

## Lucrări (selecție)
- Der Fall Bettauer. – Viena, Kleinenzersdorf: Löcker Verlag, 1978. – 219 p. – ISBN: 3-85409-002-1
- Die Muskete: Kultur- und Sozialgeschichte im Spiegel einer satirisch-humoristischen Zeitschrift, 1905-1941 / beteiligt: Murray G. Hall... – Viena: Edition Tusch, 1983. – 235 p. – ISBN: 3-85063-137-0
- Österreichische Verlagsgeschichte 1918–1938. – Viena/Köln/Graz: Böhlau Verlag, 1985. – în 2 volume:
  - vol. 1: Geschichte des österreichischen Verlagswesens. – 427 p. – (Literatur und Leben; N.F., 28,1). – ISBN: 3-205-07258-8 și ISBN: 3-412-05585-9
  - vol. 2: Belletristische Verlage der Ersten Republik. – 600 p. – (Literatur und Leben; N.F., 28,2). – ISBN: 3-412-05585-9 și ISBN: 3-205-07258-8
- Handbuch der Nachlässe und Sammlungen österreichischer Autoren / Murray G. Hall și Gerhard Renner. – Viena/Köln/Weimar: Böhlau, 1992. – VIII, 344 p. – (Literatur in der Geschichte, Geschichte in der Literatur; vol. 23). – ISBN: 3-205-05528-4
- Der Paul-Zsolnay-Verlag : von der Gründung bis zur Rückkehr aus dem Exil. – Tübingen: Niemeyer Verlag, 1994. – X, 841 p. – (Studien und Texte zur Sozialgeschichte der Literatur; vol. 45). – ISBN: 3-484-35045-8
- Der Paul Zsolnay Verlag 1924 – 1999. Dokumente und Zeugnisse (coautor: Herbert Ohrlinger). Viena: Paul Zsolnay Verlag, 1999. – ISBN: 3-552-04948-7
- Carl Junker: Zum Buchwesen in Österreich: gesammelte Schriften (1896–1927) / ed. de Murray G. Hall. – Viena: Edition Praesens, 2001. – 677 p. – (Buchforschung; 2). – ISBN: 3-7069-0058-0
- Geraubte Bücher : die Österreichische Nationalbibliothek stellt sich ihrer NS-Vergangenheit; Ausstellung vom 10. Dezember 2004 bis 23. Januar 2005 / ed. de Murray G. Hall ... – Viena: Österr. Nationalbibliothek, 2004. – 189 p. – ISBN: 3-01-000035-9
- „... allerlei für die Nationalbibliothek zu ergattern...“ : Eine österreichische Institution in der NS-Zeit / Murray G. Hall și Christina Köstner. – Viena: Böhlau Verlag, 2006. – 560 p. – ISBN: 3-205-77504-X / ISBN: 978-3-205-77504-1

## Legături externe
- Private Homepage von Murray G. Hall
- Professor Dr. Murray G. Hall, Universität Wien, Institut für Germanistik Arhivat în 4 septembrie 2016, la Wayback Machine.
- de Murray G. Hall în Catalogul Bibliotecii Naționale a Germaniei (Informații despre Murray G. Hall • PICA • Căutare pe site-ul Apper)
- Murray G. Hall: Österreichische Verlagsgeschichte 1918-1938, Onlineausgabe